# Piazza Madonna degli Aldobrandini
Piazza Madonna degli Aldobrandini (scritto anche come Piazza di Madonna degli Aldobrandini e nota localmente anche solo come Piazza Madonna) è una piazza del Quartiere 1 Centro Storico della città di Firenze, in Toscana.

## Storia

### Origini
In origine, la zona dove oggi sorge questa piazza era identificata già dalla prima metà del XII secolo con il nome di Campo Corbolini (o Corbolino). L'origine di questa denominazione è incerta, forse derivava da un nome di persona.
L'antico Campo Corbolini era situato all'interno della penultima cerchia di mura di Firenze e andava ad indicare la porta delle mura (poi distrutta), il vicino borgo (oggi via Faenza) e la Forca di Campo Corbolini (oggi via de' Conti e via Zannetti).
A fine XIII secolo venne realizzata la nuova ed ultima cerchia di mura e Campo Corbolini s'ingrandì e giuse fino a dove sorse la nuova Porta a Faenza (oggi inglobata dalla Fortezza da Basso). Le vecchie mura vennero così abbattute o inglobate da nuovi edifici e palazzi, mentre per quanto riguarda la "piazza" essa rappresentava per lo più un convegno di vie: via dell'Amorino, via del Canto de' Nelli, via del Giglio e via del Melarancio, mentre la vecchia Forca veniva rimpiazzata dalla biforcazione di via dei Conti e via Zanetti e, al posto di Porta Campo Corbolini, si apriva il borgo (oggi via Faenza). Successive modifiche portarono alla formazione dell'odierna piazza.

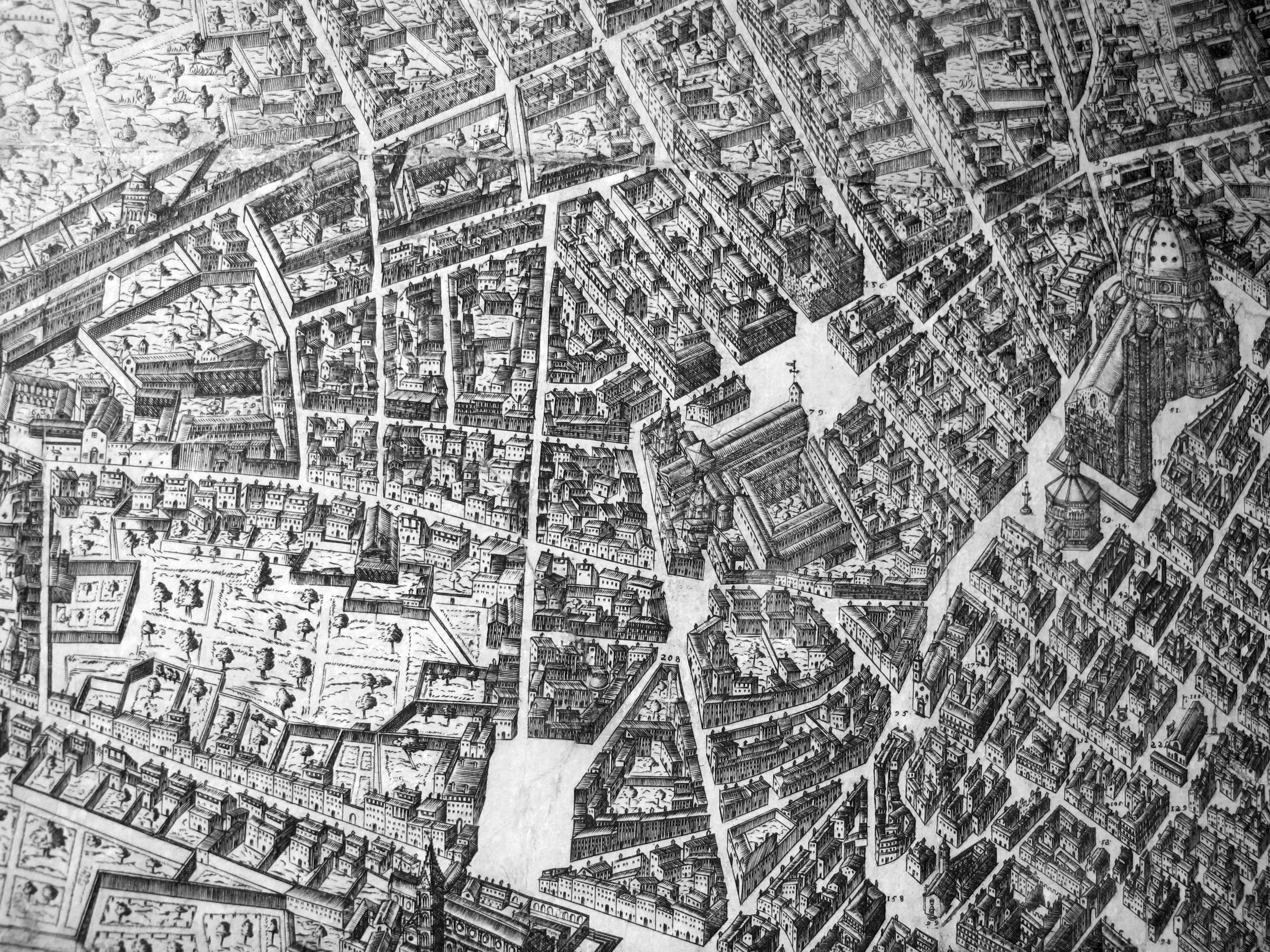
Dettaglio della Pianta del Buonsignori: tra il n° 79 (San Lorenzo) e il n° 208 (Palazzo Gaddi) è visibile come appariva la zona dell'odierna Piazza Madonna degli Aldobrandini a fine XVI secolo

Per la sua natura casuale, nata da un angolo della penultima cinta muraria, in cui convergevano più vie, la piazza risulta tutt'oggi di conformazione completamente irregolare, poiché è evidente l'assenza di un piano progettuale.
Ad aumentare l'irregolarità si aggiunse poi, dopo la fine del XVI secolo, la costruzione della nuova e grande Cappella dei Principi, voluta dalla dinastia dei Medici come luogo di sepoltura dei propri membri familiari, che occupò un vasto spazio di terreno alle spalle della zona absidale della Basilica di San Lorenzo.
In un ambiente affacciato sulla piazza si riunì la Compagnia di Santa Caterina dei Barbieri.

### Nuova e odierna intitolazione
L'odierna denominazione venne ratificata nel luglio del 1862. Questa non era altro che una ufficializzazione di un nome già attestato dai primi del XV secolo.
Infatti, in questa zona viveva una nobildonna, Madonna Giovanna "Bugiazza" Altoviti, figlia di Gentile Altoviti e nipote di Oddo Altoviti, che nel 1323 si sposò con Rinaldo degli Aldobrandini e qui aveva col marito molte proprietà, che poi vennero unificate e ampliate fino a formare nel XVIII secolo il grande Palazzo Aldobrandini del Papa, tutt'oggi esistente. Madonna Aldobrandini fu in vita una donna di grande virtù, che partecipava a varie opere di beneficenza e che divenne molto celebre tra la popolazione, morendo in sentore di santità.
La denominazione non va confusa con la Madonna Aldobrandini, un dipinto di Raffaello Sanzio, databile al 1510 e facente in origine parte delle collezioni Aldobrandini a Roma (oggi custodito alla National Gallery di Londra).

## Edifici

### Cappella dei Principi

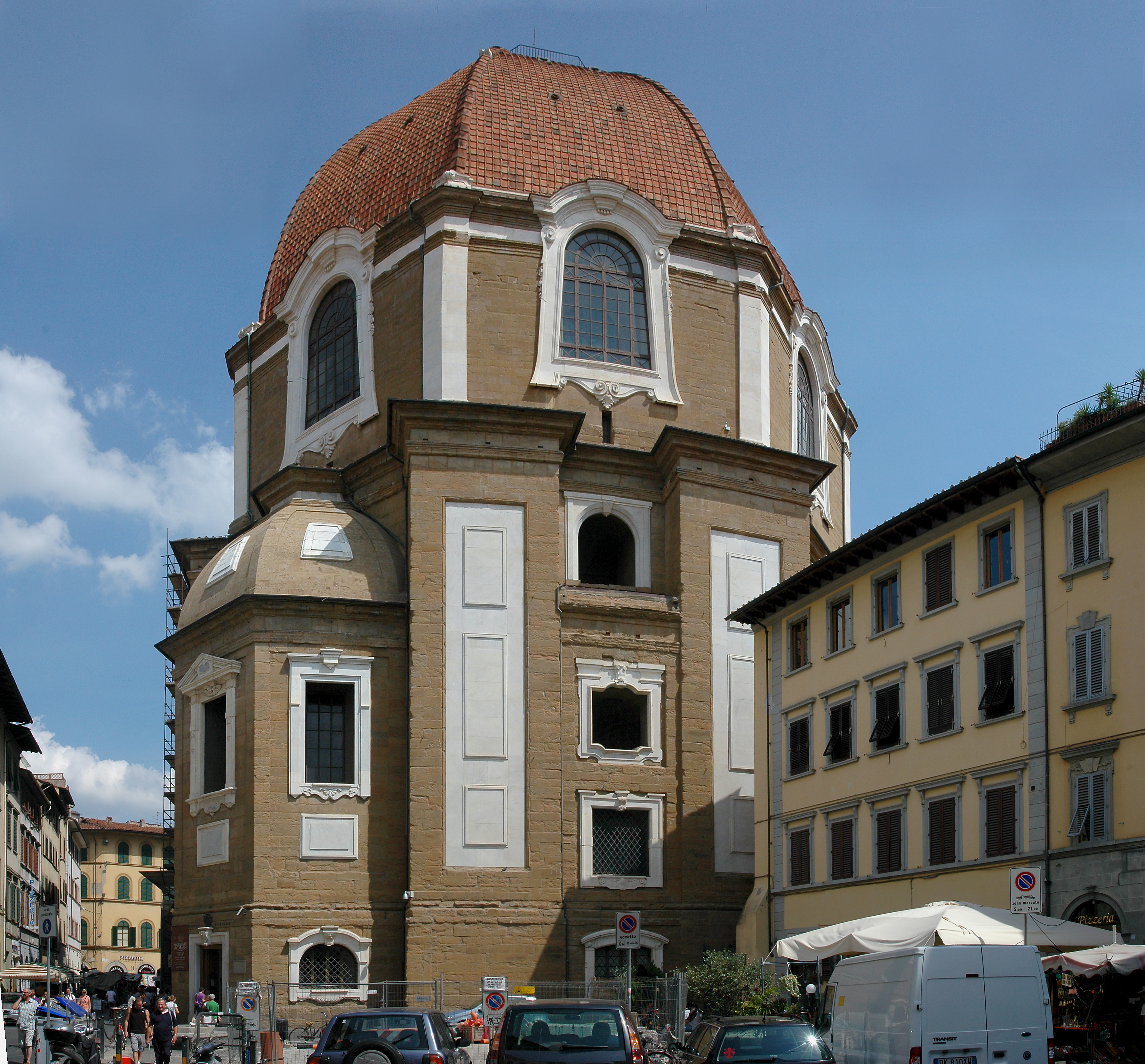
Cappella dei Principi

Tra tutti gli edifici che si affacciano su questa piazza, il più maestoso e importante è certamente la Cappella dei Principi.
La cappella sorge alle spalle della zona absidale della Basilica di San Lorenzo e, assieme alla cripta, venne iniziata nel 1604 dal granduca Ferdinando I de' Medici e venne conclusa solo nei secoli successivi. Nel corso del tempo, parteciparono al progetto i principali architetti, decoratori, pittori e scultori fiorentini.
La grande cupola nel progetto originario doveva assomigliare a quella di Filippo Brunelleschi  della Cattedrale di Santa Maria del Fiore, ma i costoloni esterni e la lanterna non verranno mai realizzati. La parte superiore del Cappellone fu conclusa solamente attorno al 1740, con le caratteristiche finestre marmoree a campana e le lesene d'angolata.
Dal 1869 la Cappella dei Principi costituisce parte integrante del Museo delle Cappelle Medicee, di cui fa parte anche la celebre Sagrestia Nuova di Michelangelo Buonarroti.

### Palazzo Aldobrandini

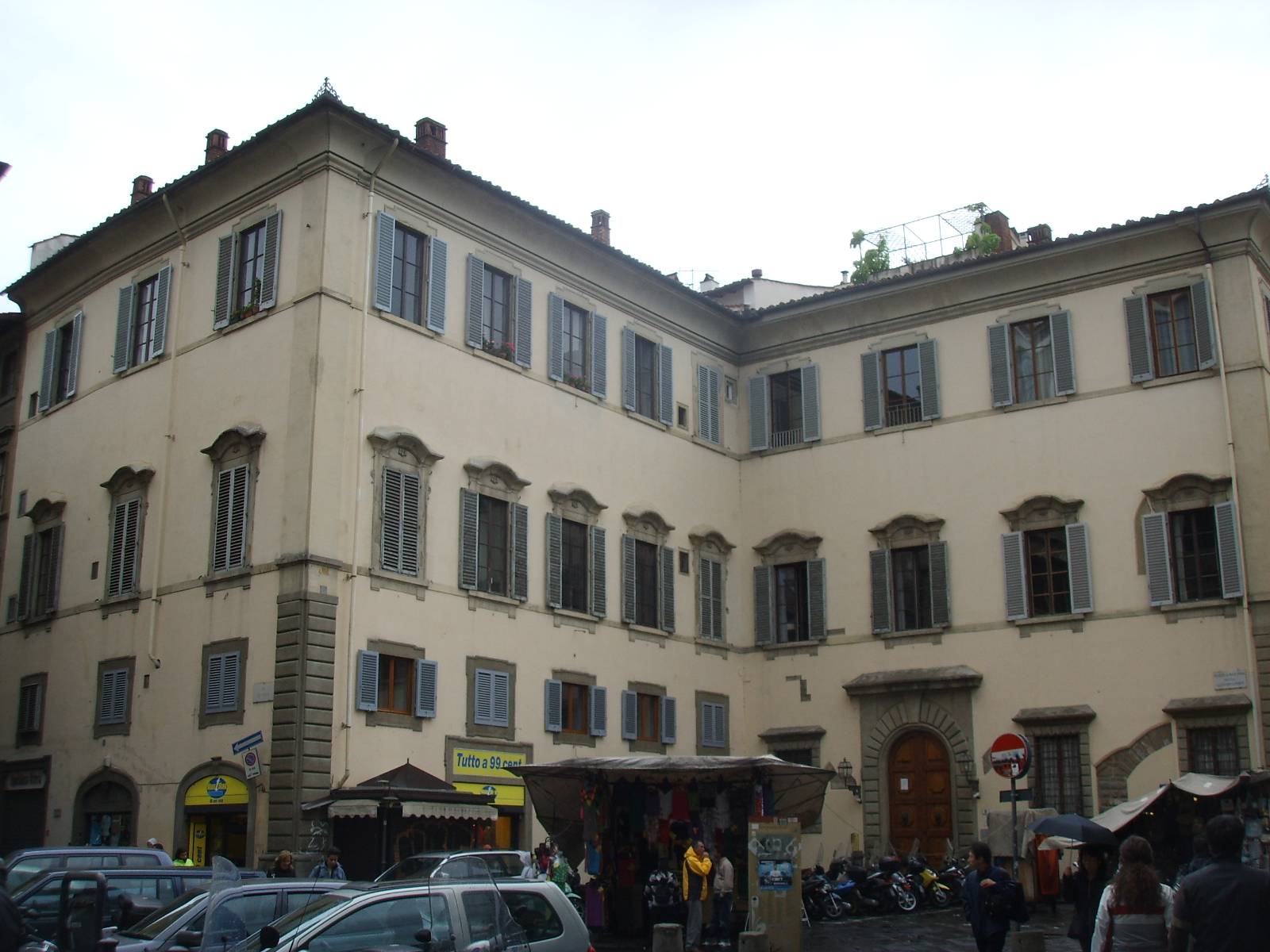
Palazzo Aldobrandini

Il palazzo Aldobrandini del Papa è un importante edificio e uno dei suoi proprietari dà nome alla piazza stessa. L'attuale palazzo sorge dov'erano varie case di proprietà degli Aldobrandini sin dal XIV secolo, poi i vari edifici vennero ampliati e riunificati tra la fine del XVII secolo e gli inizi del XVIII secolo, fino a conferire al palazzo l'aspetto odierno, che si presenta come un edificio a tre piani, con le due facciate principali sulla piazza rispettivamente di cinque e quattro assi.

### Palazzo Benci

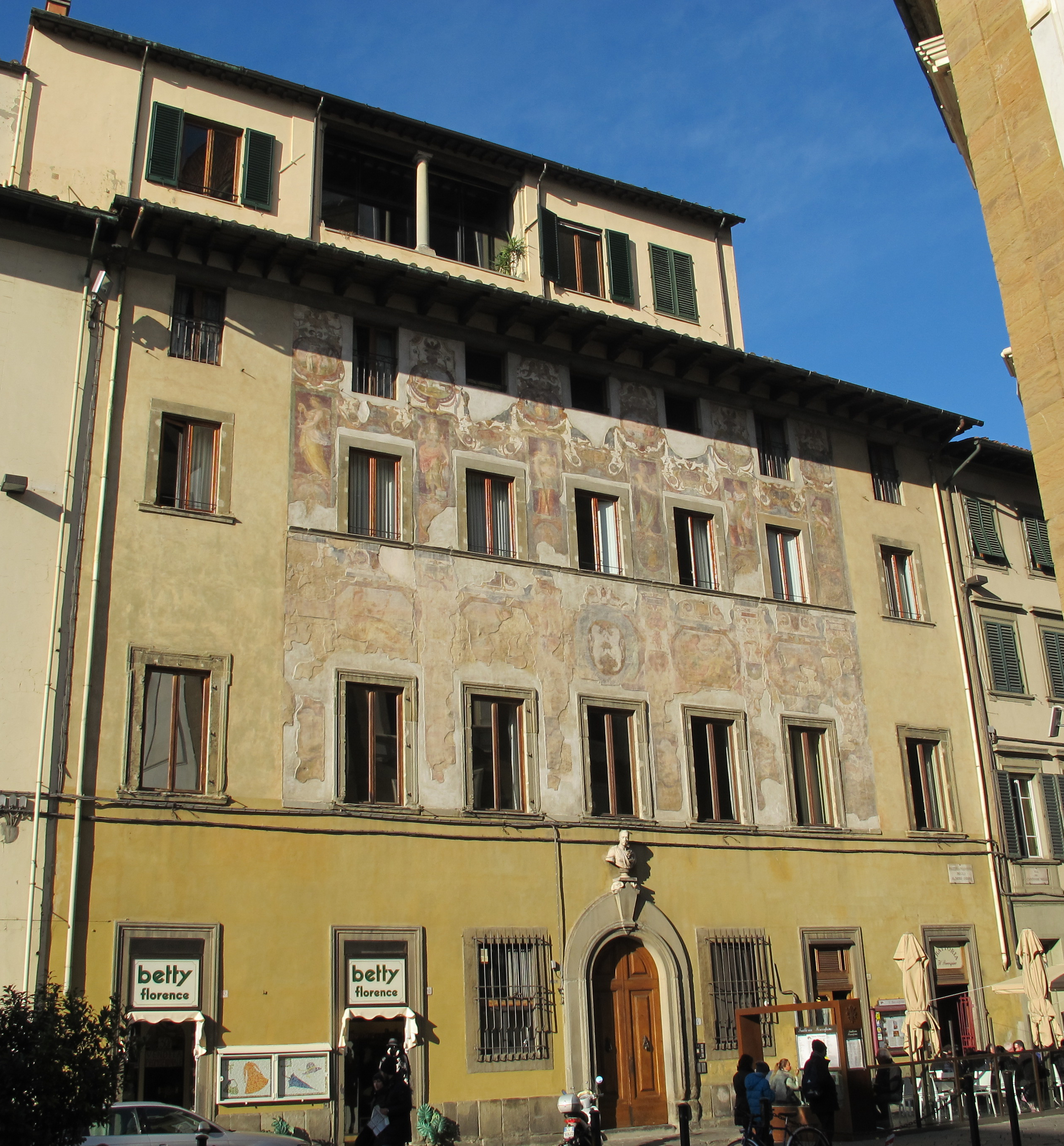
Palazzo Benci

Uno degli edifici più caratteristici della piazza è sicuramente Palazzo Benci, che, appartenuto alla famiglia Benci del Sanna, venne costruito nel XVI secolo con l'unificazione di antiche case preesistenti dei Giotti e dei Gori, dopo che le suddette proprietà erano state già acquistate da Niccolò Benci del Sanna nel 1469.
A inizio XVII secolo passò ai Guasconi, poi ai Cattani (nel 1689), poi ai Mannelli Galilei Riccardi (nel 1891). In particolare, tra il XVII e il XVIII secolo, quando il palazzo era di proprietà dei Guasconi, quest'ultimi vi fecero varie modifiche e lo ampliarono ai lati, tramite l'inglobazione delle altre loro proprietà confinanti.
Caratteristica peculiare di questo edificio sono le sue pitture murali sulla facciata, risalenti all'ultimo quarto del XVI secolo.

### Giardino dei Gaddi

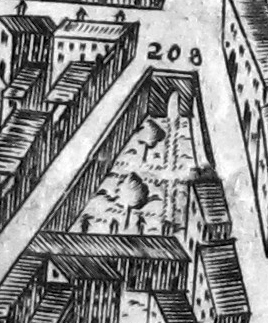
La zona del Giardino dei Gaddi come rappresentata nella cinquecentesca Pianta del Buonsignori

#### Palazzi Gaddi di via del Giglio
Dove tutt'oggi sorge il Palazzo Gaddi in via del Giglio esisteva un più antico edificio commissionato da Niccolò Gaddi nel XVI secolo e, probabilmente, realizzato col progetto di Giovanni Antonio Dosio. Era celebre per il suo giardino (oggi scomparso), arricchito da piante rare, che si estendeva a forma di trapezio irregolare tra via del Giglio e via del Melarancio, chiuso da un edificio trasversale alle due strade (tutt'oggi esistente) nel quale v'era riunita una elogiata raccolta antiquaria.
Successive modifiche ne alterarono l'aspetto e, entro il 1783, la cosiddetta Casa dell'Orto veniva unita ad altre due proprietà dei Gaddi. Infatti, attualmente la superficie esterna della struttura è molto più ampia (quattro piani per undici assi), rispetto al passato, e presenta caratteristiche del XVIII secolo, con finestre mistilinee nel secondo ordine e con un busto in terracotta di Bianca Cappello nel timpano del portone d'ingresso; sia il busto sia la facciata sono di epoca recente. Poco oltre quest'edificio, ad affacciarsi a Piazza Madonna degli Aldobrandini vi era l'antica entrata dello scomparso Giardino dei Gaddi, con il portale manieristico attribuito al Cigoli. Attualmente il portale dello scomparso giardino è una ricostruzione del 1840 basata sul disegno antico, in posizione avanzata, di Telemaco Buonaiuti.
Per tradizione, non convalidata, il palazzo venne frequentato da John Milton, tra il 1638 e il 1639, ed è ricordato da una targa apposta sulla sinistra del portone col busto della Cappello.

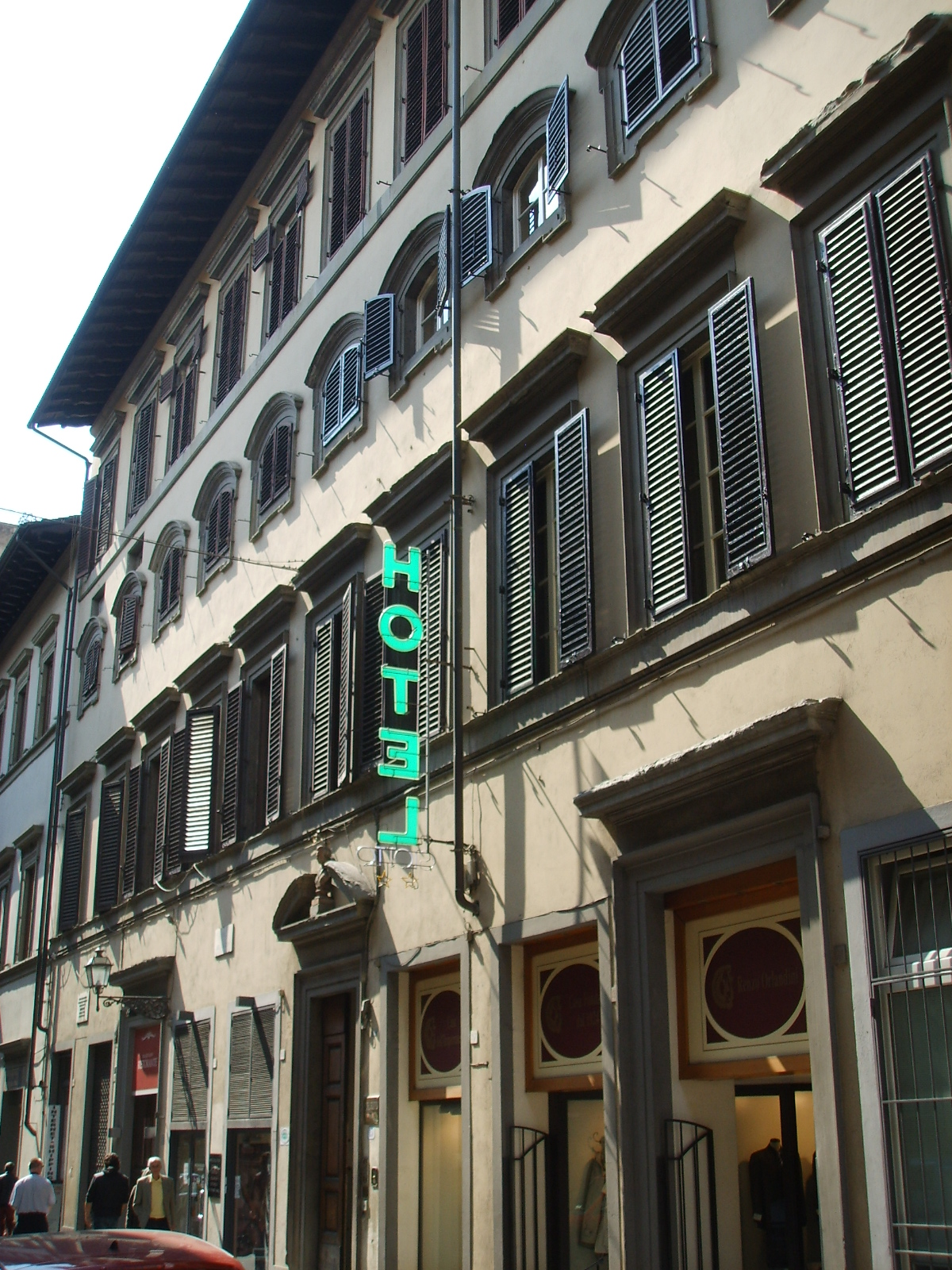
Palazzo Gaddi in via del Giglio

Il palazzo venne successivamente unito all'adiacente Palazzo Arrighetti e, sebbene presentino due facciate simili ma differenti, sono oggi noti sotto l'unico nome di Palazzo Arrighetti-Gaddi o solo Palazzo Gaddi (n° 9, 11 e 13 di via del Giglio). Oggi i palazzi ospitano hotel.

#### Palazzo Galardelli

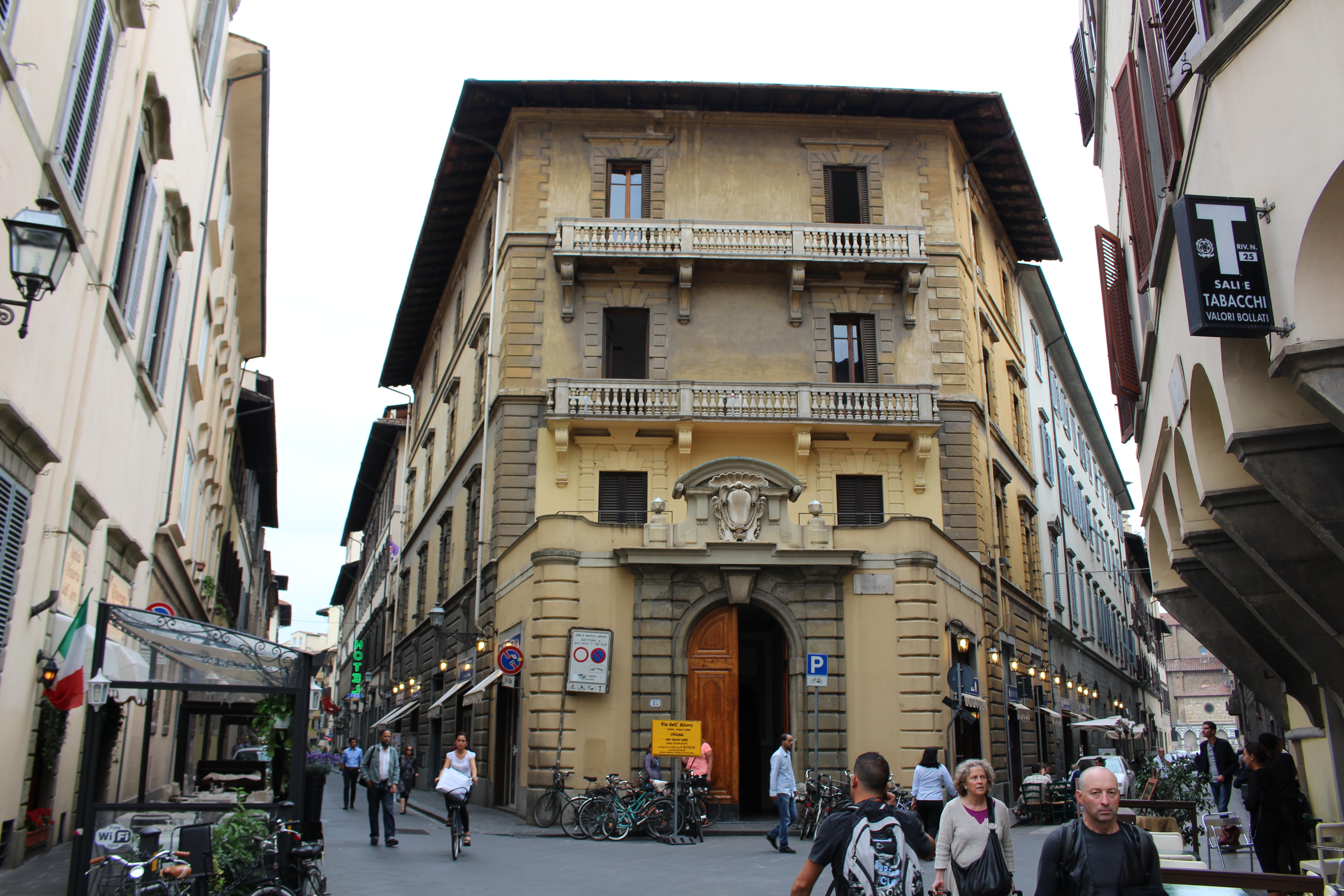
Palazzo Galardelli e il portale che forma la congiunzione delle vie del Giglio e del Melarancio e che introduceva allo scomparso Giardino dei Gaddi

Dove prima sorgeva il famoso Giardino dei Gaddi, oggi si erge uno splendido palazzo, che ha come ingresso principale un portone situato proprio nel suddetto portale del Buonaiuti. L'edificio venne costruito ad inizio XX secolo su progetto di Giovanni Paciarelli per la famiglia Galardelli: ha uno stile che rimanda a gusti cinque-seicenteschi (ispirato al Palazzo del Duca di Nortumbria) e si sviluppa per quattro piani, con la parte del portale arretrata in modo che il corpo terreno determini un'ampia terrazza al servizio del piano nobile.

### Palazzo Gaddi

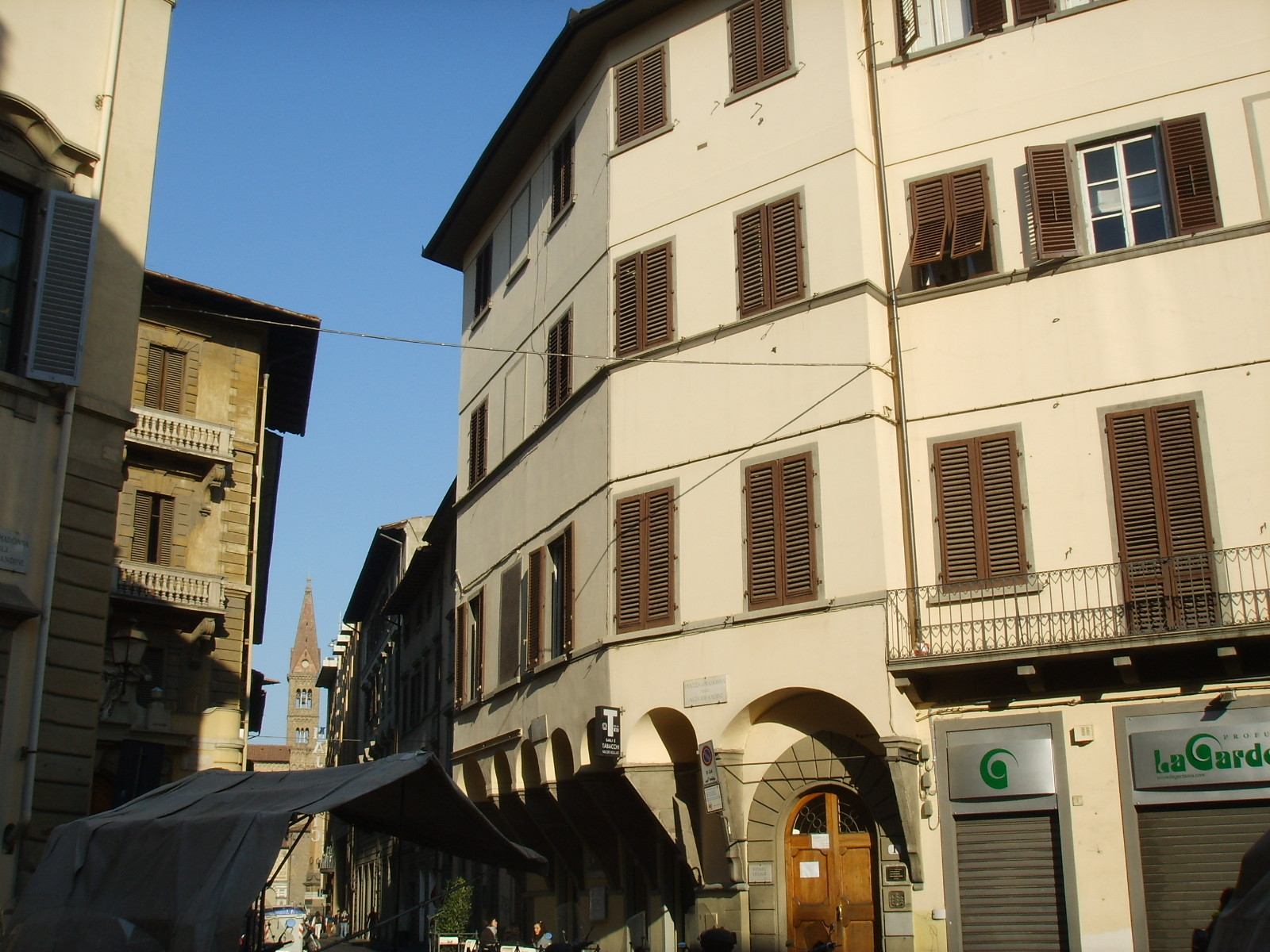
Palazzo Gaddi in Piazza Madonna degli Aldobrandini

Un altro edificio, sempre appartenuto ai Gaddi, sorge nell'angolo di questa piazza che si interseca con via dell'Amorino.
Il palazzo originò nel XIII secolo e venne edificato dai Guasconi. Successivamente passò ai Gaddi, che ne furono proprietari dal 1437 al 1776. Un importante progetto di ammodernamento venne redatto tra il 1585 e il 1590 da Giovanni Antonio Dosio per Niccolò Gaddi, ma poi non venne attuato, tranne per alcune probabili migliorie interne.
Attualmente si sviluppa per quattro piani e le facciate esterne sono completamente nascoste dall'intonacatura, con le finestre ristrette e ridotte a rettangolo. Il portone principale, che affaccia su questa piazza, è realizzato con conci in pietra, ma è di epoca successiva. Dell'antico fascino restano gli sporti (sporgenze a sbalzo) ad archi, sui quali poggia parte della facciata.